# Trabea cazorla
Trabea cazorla is een spinnensoort in de taxonomische indeling van de wolfspinnen (Lycosidae).
Het dier behoort tot het geslacht Trabea. De wetenschappelijke naam van de soort werd voor het eerst geldig gepubliceerd in 1983 door Snazell.